# Handley Page Victor
Handley Page Victor var ett brittiskt bombflygplan som utvecklades av Handley Page under 1950-talet. Det var den största och kraftfullaste av de så kallade V-bombarna.

## Utveckling
Under andra världskriget började Handley Page att arbeta på ett jetdrivet bombflygplan kallat HP.75. För att dra största möjliga nytta av jetmotorns möjligheter tänkte man sig en flygande vinge med progressiv svepvinkel på vingarna. Avsaknaden av stjärtparti skulle minska luftmotståndet och den progressiva svepvinkeln skulle ge ett konstant kritiskt machtal över hela vingen. När Luftministeriet i januari 1947 utfärdade en specifikation för det som kom att bli V-bombarna beslutade man på Handley Page för att skippa den tekniskt komplicerade stjärtlösa designen för att så snabbt som möjligt få konstruktionen klar. Den nya konstruktionen med en T-formad stjärt fick beteckningen HP.80. För att prova vingen i mindre skala köpte man en Supermarine Attacker som Supermarine hade börjat modifiera för att användas som prototyp för Supermarine Swift. Flygplanet transporterades till Blackburn där den försågs med T-formad stjärtfena och progressiva vingar. Den flög första gången 21 juni 1951 och totalhavererade 26 augusti samma år. Under de cirka trettio flygningar den hann genomföra hann man inte samla tillräckligt mycket data för att den skulle vara till någon större nytta, men den visade i alla fall att vingen fungerade som det var tänkt och man beslöt att fortsätta med fullskaleprototypen.
HP.80 genomförde sin jungfruflygning på julafton 1952 efter att ha transporterats i delar från Radlett till Boscombe Down. Prototypen fungerade väl, men på grund av att den saknade radar och mycket annan utrustning i nosen var den baktung vilket resulterade i större påfrestningar på stjärten än man hade räknat med. Den ledde till att stjärten lossnade under en lågflygning den 14 juli 1954 och prototypen havererade. Den andra prototypen som fick en förstärkt stjärt och barlast i nosen flög 11 september 1954. Det första serieproducerade flygplanet flög första gången 11 februari 1956. Under en utvärderingsflygning 1 juni 1957 bröt det flygplanet genom ljudvallen under dykning och blev därmed det dittills största flygplanet att passera ljudvallen. Produktionsflygplanen hade en förlängd nos för att komma ifrån prototypernas baktunghet. Dessutom flyttades kabindörren så att besättningen kunde hoppa med fallskärm utan att riskera att sugas in i motorerna. Endast piloten och andrepiloten hade raketstolar.
För att klara av att starta med full last under hot and high-förhållanden provade man att montera en de Havilland Spectre raketmotor under varje vinge. Spectre visade sig vara tillförlitlig, men arrangemanget användes nästan aldrig. 24 flygplan modifierades med Red Steer bakåtriktad luftspaningsradar, Blue Saga radarvarnare samt störsändare och remsfällare och fick därefter beteckningen B.1A.
År 1955 började Handley Page att konstruera en ny version av Victor. Den största skillnaden var att Sapphire-motorerna byttes ut mot Rolls-Royce Conway-motorer. Andra skillnader var 3 meter längre spännvidd, APU, externa vingtankar och lufttankningsbom. Victor B.2 kunde flyga både högre och snabbare än B.1 och var i prestanda fullt jämförbar med Avro Vulcan som dittills varit den snabbaste av V-bombarna. Av de 34 som tillverkades modifierades 21 stycken att bära kärnvapenroboten Blue Steel. Dessa betecknades B.2RS. Det var tänkt att Victor även skulle beväpnas med amerikansktillverkade Skybolt-robotar, men Skybolt-programmet lades ner och Storbritannien fick genom Nassauöverenskommelsen i stället möjlighet att satsa på ubåtsbaserade kärnvapen.
När Storbritanniens flotta av Vickers Valiants fick flygförbud 1964 inleddes ett skyndsamt arbete med att anpassa Victors för att ta över Valiants roll som strategiskt spaningsflygplan och lufttankningsflygplan. En spaningsversion var redan påtänkt och en prototyp var i luften redan i februari 1965. Dessa hade radarn Yellow Aster, upp till femton olika kameror i bombutrymmet och upp till 108 stycken lysbomber. De kunde även förses med utrustning för att upptäcka radioaktivitet. Yellow Aster-radarn gav den kapacitet att övervaka stora havsytor. Kamerorna användes sällan eftersom English Electric Canberra kunde utföra motsvarande fotospaningsuppdrag till en lägre kostnad.
Behovet av nya lufttankningsflygplan var dock akut och därför valdes sex stycken B.1 ut för snabbkonvertering. Dessa försågs med en lufttankningsstation med fjärrstyrd slangvinda (hose and drouge unit) under varje vinge. Till skillnad från senare konverteringar fick dessa behålla förmågan som bombflygplan och fick därför beteckningen B.1A(K2P). De togs i tjänst som lufttankningsflygplan under våren 1965. Ytterligare 25 flygplan konverterades till lufttankningsflygplan från B.1 och B.1A under andra hälften av 1960-talet. Dessa fick dock en mer genomgående ombyggnad med tre lufttankningsstationer. Man började även titta på att konvertera B.2 till lufttankningsflygplan. Man hann dock inte mer än börja innan Handley Page gick i konkurs 1969. Det arbetet kom i stället att utföras av Hawker Siddeley och blev både dyrare och tog längre tid än vad Handley Page hade utlovat. En bidragande orsak till konkursen var att Försvarsministeriet medvetet fördröjde beställningar av bland annat Victors så länge Handley Page inte gick samman med någon annan flygplanstillverkare, något som sir Frederick Handley Page in i det längsta motsatte sig.

## Användning

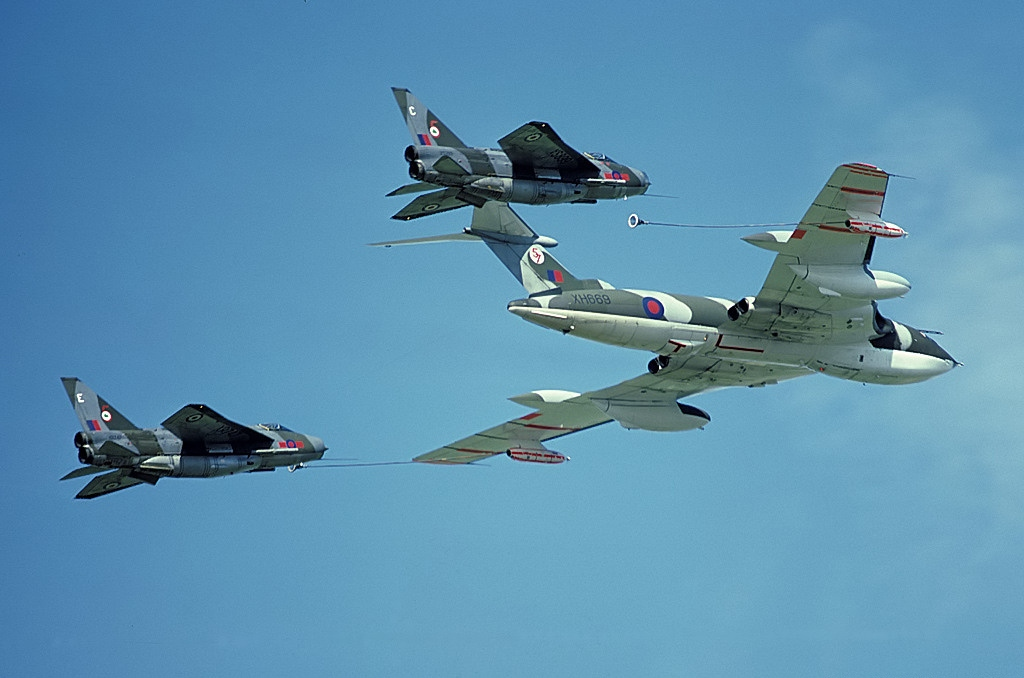
En Victor K.2 lufttankar två stycken English Electric Lightning.

Victor togs i tjänst i november 1957, de var då vitmålade för att reflektera värmestrålningen från kärnvapendetonationer. Under beredskap var Victor-flygplanen utspridda på olika flygbaser och kunde starta på fyra minuter. Ungefär samtidigt som version B.2 togs i tjänst frångick man den tidigare doktrinen om anfall på hög höjd och inriktade sig i stället på att tränga igenom fientligt luftförsvar på låg höjd. Därmed frångick man även den helvita målningen till förmån för kamouflagemålning.
Från december 1963 till slutet av 1965 var Victor-bombare stationerade i Singapore i avskräckande syfte under Indonesien–Malaysia-konflikten. När konflikten nådde sin kulmen i september 1964 stod två Victors med konventionella bomber i ständig startberedskap. De behövde dock aldrig användas och beredskapen sänktes i slutet av månaden.
Som lufttankningsflygplan kom Victors att spela en avgörande roll under Falklandskriget. Vulcans, Nimrods och senare även Hercules kunde inte nå Falklandsöarna från flygbasen på Ascension utan lufttankning. För att genomföra en enda av bombningarna under operation Black Buck gick det åt ungefär 5 miljoner liter flygbränsle och för det krävdes inte mindre än elva lufttankningsflygplan. Spaningsversionen av Victor genomförde också flera viktiga uppdrag under kriget, bland annat genom att ta reda på hur stor styrka Argentina hade på Sydgeorgien.
De sista insatserna av Victors gjordes under Kuwaitkriget, även då som lufttankningsflygplan. Under Kuwaitkriget utmärkte sig Victor som den enda flygplanstypen som hade 100% tillgänglighet. Av 299 planerade uppdrag genomfördes samtliga. Trots det så pensionerades de sista Victor-flygplanen kort därefter.

## Konstruktion

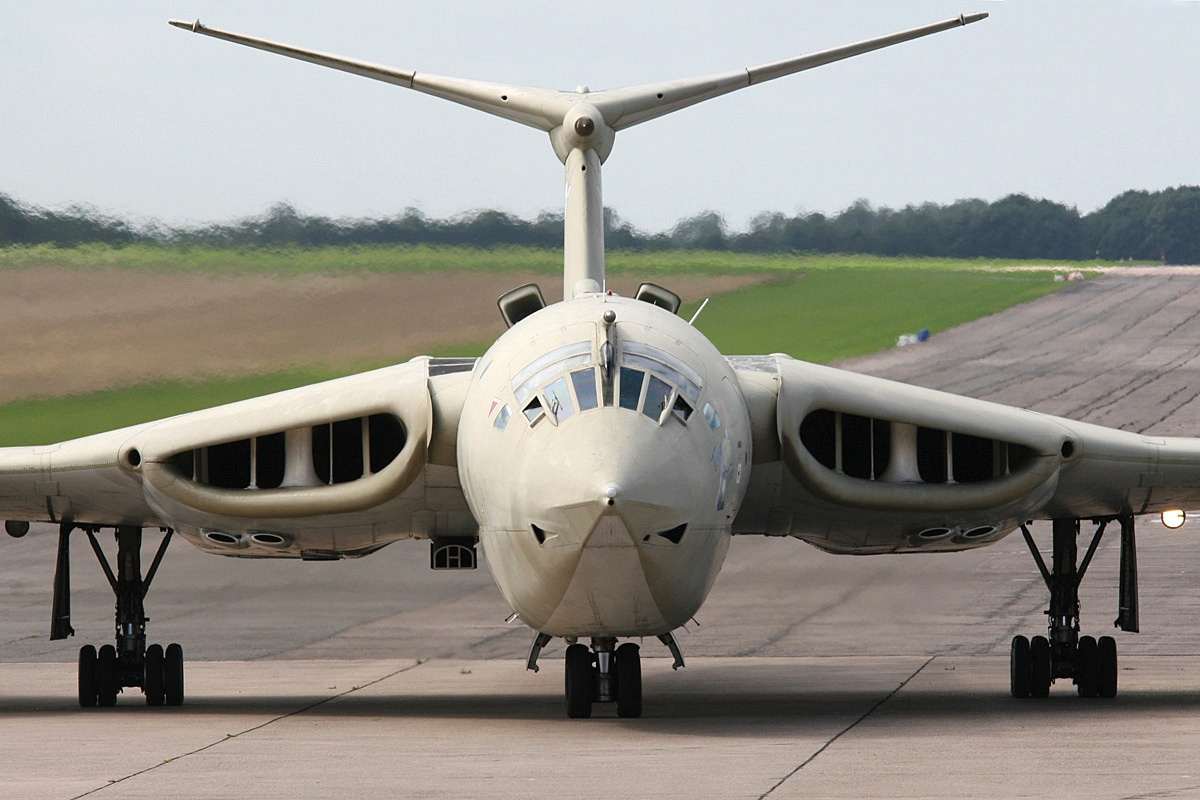
Ett av de sista bevarade Victor-flygplanen. XM715 är inte klassad som flygduglig, men gjorde en "oplanerad" start under en uppvisning på marken i Bruntingthorpe i maj 2009.

Den mest nydanande egenskapen hos Victor var de progressivt svepta vingarna; Från 48,5° svepvinkel vid vingroten och därefter gradvis minskande till 26,75° vid vingspetsarna. Det gjorde att vingarna hade samma kritiska machtal längs hela sin längd och gjorde att Victor kunde nå mach 0,98 utan att besväras av transsoniska chockvågor. Motorerna monterades inuti vingarna för att slippa luftmotstånd från motorgondoler, men det gjorde dem svårare att underhålla. Till skillnad från de andra V-bombarna sträckte sig Victors tryckkabin hela vägen fram till nosen. Det gjorde att piloterna kunde sitta längre fram och lägre ner vilket gav dem betydligt bättre sikt framåt. Övriga besättningsmedlemmar satt vända bakåt i samma nivå som piloterna. Ursprungligen var det tänkt att hela Tryckkabinen skulle kunna skjutas loss från flygplanet som en räddningskapsel, men det övergavs av kostnadsskäl. I stället fick piloten och andrepiloten raketstolar medan övriga besättningsmedlemmar fick hoppa ut genom kabindörren. Under tryckkabinen satt den stora radarn H2S Mark IX (i vissa modeller utbytt mot Yellow Aster) och bakom den landstället för noshjulet. Bombutrymmet var större än på Vulcan, Valiant och till och med större än på B-52 Stratofortress. Bombutrymmet var stort för att kunna ta en Grand Slam- eller två Tallboy-bomber som alternativ till kärnvapen mot hårda mål. Det är dock oklart ifall Victors någonsin bar dessa bomber. För ytbombning kunde den bära 35 stycken 454 kg (1 000 lb) bomber vilket var fler än Vulcans och Valiants 21 och B-52:ans 27 stycken. Ett annat alternativ var 39 stycken sjöminor. Huvudvapnet var dock en kärnvapenbomb, oftast en Yellow Sun. Versionen B.2RS kunde också bära en Blue Steel kärnvapenrobot, men den låga markfrigången gjorde den mindre lämplig som bärare av Blue Steel än Vulcan.

## Varianter
- HP.80 – Prototyp. 2 byggda.
- B.1 – Första produktionsserien. 50 byggda.
- B.1A – Version med förbättrade motmedels- och telekrig-system. 24 ombyggda från B.1.
- B.2 – Andra produktionsserien med Rolls-Royce Conway-motorer. 34 byggda.
- B.2RS – B.2 med förmåga att bära en Blue Steel-robot. 21 ombyggda från B.2.
- B(SR).2 – Spaningsversion med upp till 15 kameror och upp till 108 lysbomber. 9 ombyggda från B.2.
- K.1 – Lufttankningsflygplan. 11 ombyggda från B.1.
- K.1A – Lufttankningsflygplan. 14 ombyggda från B.1A.
- K.2 – Lufttankningsflygplan. 24 ombyggda från B.2 och B(SR).2.
- B.1A(K2P) – Lufttankningsflygplan med två tankningsstationer i stället för tre och med bibehållen bombförmåga. 6 ombyggda från B.1A.

## Fotnoter
1. ↑  B-52 kan dock ta ytterligare 24 bomber på två stora vapenbalkar under vingarna, något som Victor inte kan. B-52 kan dessutom ta betydligt mer bränsle.